# José María Casullo
José María Casullo fue un futbolista y entrenador argentino que jugaba en la posición de delantero. Jugó para el Club Atlético Atlanta toda su carrera, y fue entrenador en Argentina y México.
Debutó en la "Liga Argentina de Football" en 1931 con el Club Atlético Atlanta, su primer gol registrado fue el jueves 4 de junio de 1931, por la segunda fecha del Campeonato, en el clásico ante Club Atlético Chacarita Juniors al minuto 11 de juego, marcando un segundo al minuto 37, este primer gol es el primero que anotó el equipo Atlanta en la era profesional. Para Atlanta fue el primer triunfo en el profesionalismo ya que en la fecha inaugural habían perdido con River Plate, el encuentro se jugó en la vieja cancha de Platense, en Saavedra.
Casullo jugaba como 'ala', siendo un lateral ofensivo marcó varias anotaciones con la camiseta del Atlanta, se retiró de las canchas en 1936. Pronto regresaría al club de sus amores como entrenador, esto en el año 1939. Dirigió a Los Bohemios hasta julio de 1946, cuando parte a México para dirigir al Club León. En Atlanta solo tuvo pequeñas interrupciones en 1942 y 1943 como entrenador.
Ya en México, llega a la ciudad de León, Guanajuato donde se le da la labor de dirigir al equipo de los Panzas verdes del Club León. Los lleva al subcampeonato en la temporada 1946–47, perdida injustamente por la exageración de parte del Club de Fútbol Atlante, con un pequeño brote de Fiebre aftosa en las reses. El primer título con la institución, llegó una temporada después en la 1947–48, reafirmándose y logrando el bicampeonato un año después en la temporada 1948–49. También gana la copa y así se adjudica el mote de Campeonísimo.
Para la temporada 1951-52, llega al Club Deportivo Guadalajara en una de sus épocas más difíciles, en ese entonces al club se le llamaba el "Ya mérito" por su falta de contundencia al final de los torneos lo que causaba que siempre se quedaran en la orilla de ganar un campeonato. Casullo llegó con una mentalidad ganadora y de inmediato empezó a trabajar con los jóvenes que en unos años más lograrían convertirse en el Campeonísimo.
En su primera temporada al mando del Rebaño, llevó a un subcampeonato al equipo, pero en las siguientes dos campañas el equipo cayó a un quinto y sexto lugar. En 1954-55 logró de nuevo el subcampeonato, y la base del Campeonísimo estaba prácticamente formada, pero Casullo no pudo ver el fruto de su trabajo en Guadalajara ya que después de dirigir 9 encuentros en la temporada 1955-56, fue cesado por la directiva del Guadalajara después de perder el Clásico Tapatío ante el Atlas. Es decir, inició y terminó su dirección en enfrentamientos contra el Atlas, ganando el primero 3-0 en la Copa México de 1951, y perdiendo el último 2-1 en la novena fecha de la temporada 1955-56.
Bajo su estancia como entrenador del Guadalajara, empezó a surgir el Clásico contra América (Clásico nacional mexicano), en 1954 después de empatar a cero en el tiempo reglamentario; de igualar a uno en dos tiempos extras de quince minutos; de emparejar a cero en otros dos lapsos de diez minutos, el América ganaría un partido contra el guadalajara, cuando el "Bigotón" Jasso falló un tiro penal ante Lalo Palmer. A partir de ahí se arma una bronca donde el entrenador terminó con las costillas rotas, fue en ese momento cuando el partido entre estos 2 equipos empezó a tomar una tonalidad diferente.
En la temporada 1956-57 llegó al Atlas de la misma ciudad de Guadalajara, donde entraría en lugar del técnico Felipe Zetter, pero para la siguiente campaña fue sustituido por el húngaro Jorge Marik. Permaneció en México y dirigió al Morelia en su primera campaña en primera división, en la temporada 1957-58.
Regresó a su país natal Argentina, para dirigir nuevamente, se le presentó la oportunidad de entrenar al Club Atlético Rosario Central en la década de los 1960s. Fue técnico de Rosario Central en 1961 por 8 fechas 
, y dirigió de nuevo al equipo Canalla en 1965.